# پابلو گونزالس (بازیکن فوتبال، زاده ۱۹۹۳)
پابلو گونزالس (انگلیسی: Pablo González؛ زادهٔ ۱۲ مهٔ ۱۹۹۳) بازیکن فوتبال اهل اسپانیا است.
از باشگاه‌هایی که در آن بازی کرده‌است می‌توان به باشگاه فوتبال ویارئال اشاره کرد.